# Adam Mikołaj Stankiewicz
Adam Mikołaj Billewicz Stankiewicz herbu Mogiła (zm. w 1663 roku) – pisarz ziemski żmudzki w latach 1654–1663, sędzia grodzki żmudzki w latach 1647–1653 i 1634–1643, ciwun twerski w latach 1639–1663.
W 1648 roku podpisał elekcję Jana II Kazimierza Wazy z Księstwa Żmudzkiego.